# Yakushi-ji

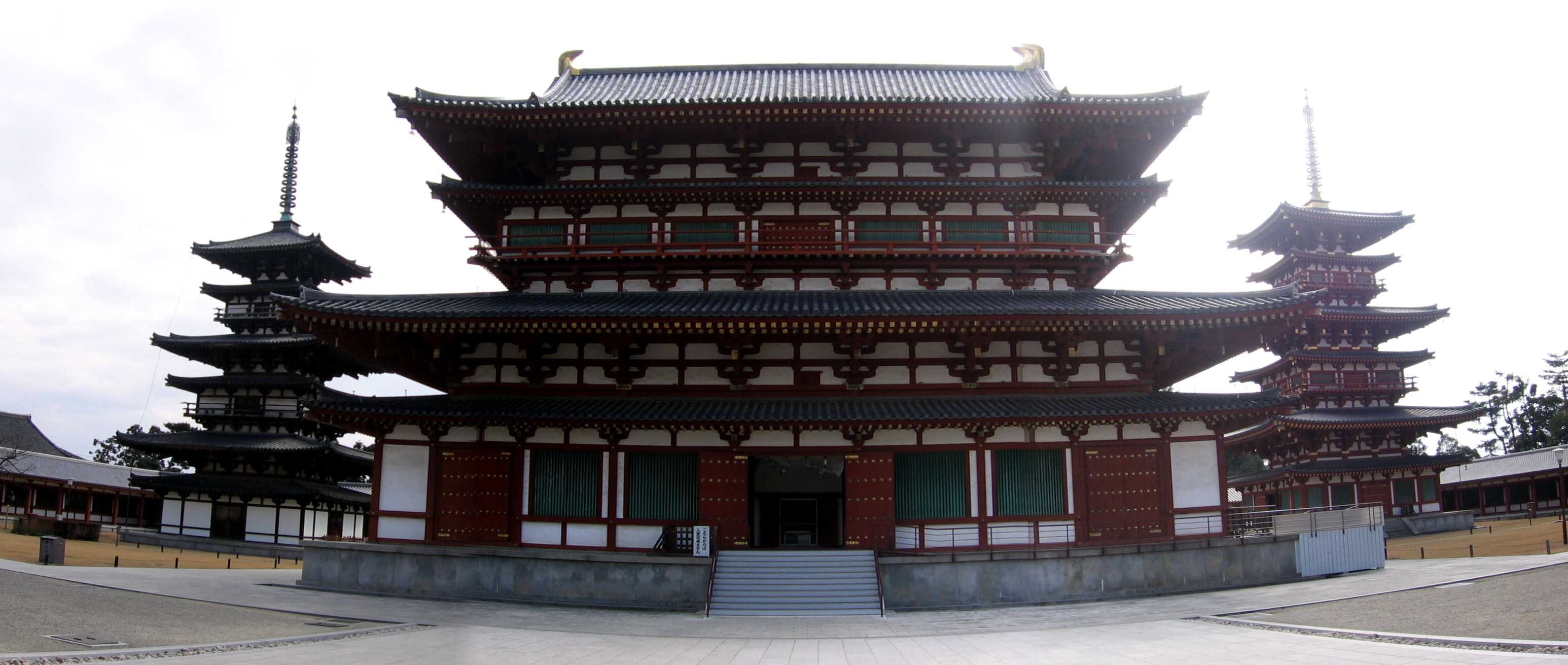
Il padiglione principale fiancheggiato dalle sue 2 pagode

Yakushi-ji (薬師寺) è un tempio buddhista situato nella parte sud-ovest della città di Nara. È il tempio principale della setta Hossō, la più antica setta buddhista del Giappone. È dedicato al Buddha della medicina: Yakushi Nyorai.
Il tempio è stato iscritto al Patrimonio mondiale dell'umanità nel 1998 con molti altri templi di Nara (tra cui il Tōdai-ji, il Kōfuku-ji e il Kasuga-taisha).

## Storia del tempio

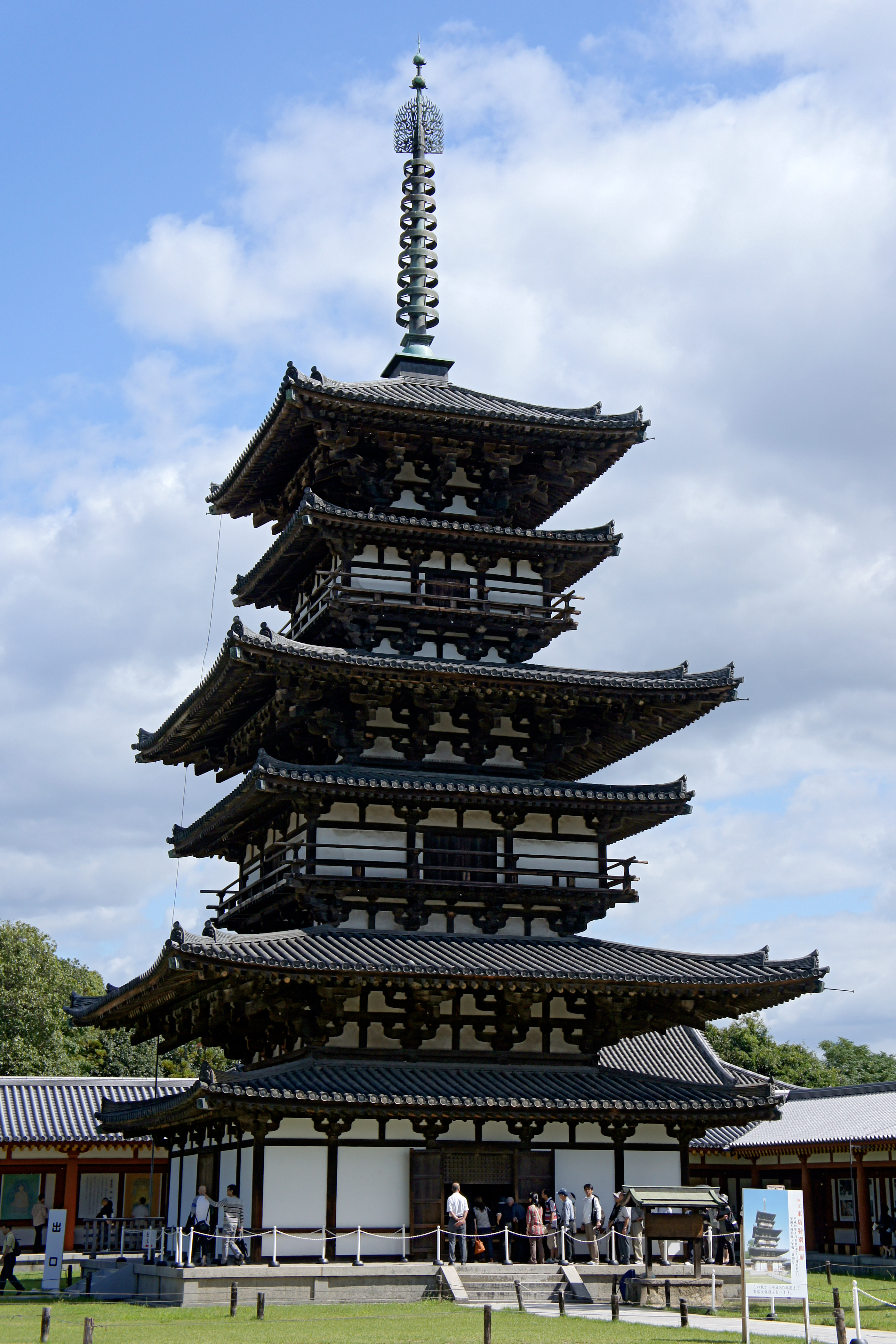
Pagoda Est

Intorno al 680, l'erezione del tempio Yakushi-ji è pianificata dall'imperatore Temmu per pregare per la guarigione dell'imperatrice gravemente malata. L'imperatore muore prima che il tempio sia terminato ed è finalmente sotto il regno della sua imperatrice, che va al trono sotto il nome di Jitô, che il tempio sarà terminato ad Asuka. La cerimonia di consacrazione ha luogo nel 697.
Nel 710, la capitale è spostata da Asuka verso Nara e il tempio Yakushi-ji è allora spostato nel 718 verso il suo posto attuale.
Il tempio è danneggiato molte volte dagli incendi, da guerre e da disastri naturali, i più grandi danni sono stati causati dalla guerra civile nel 1528. Oggi, non resta che la pagoda Est (toto).

## Gli edifici
- Il padiglione principale (kondô, sala d'oro): è stato ricostruito seguendo l'originale nel 1976, sostituendo l'edificio temporaneo che risale al 1600. Contiene dei tesori come la triade Yakushi (719-729 periodo Hakuhō).
- La pagoda dell'Est (tôtô): è riuscita miracolosamente a sopravvivere all'incendio del 1528. È il solo edificio originale ad essere intatto. Si distingue dalla sua struttura, dando l'impressione di essere di sei piani, ma in realtà è costituita da tre piani reali e tre piani intermediari (mokoshi).
- La pagoda dell'Ovest (sai-tô): è una ricostruzione del 1980, l'originale è stata distrutta dal fuoco nel 1528.
- Il Tô-in-dô del 1285 è il più antico padiglione Zen del Giappone.
- Il kôdô (sala riservata ai sermoni e alle riunioni religiose) è stato ricostruito nel 1852.